# 페르난두 카랑가
페르난두 카랑가(포르투갈어: Fernando Karanga, 1991년 4월 14일 ~ )는 불가리아 파르바리가의 CSKA 소피아에서 공격수로 활동 중인 브라질의 축구 선수로 당시 K리그 등록명은 까랑가였다.

## 선수 경력

### 제주 유나이티드
주로 캄페오나투 브라질레이루 세리이 B에서 활약한 카랑가는, 2015년 초 제주 유나이티드 FC로 이적하였다. 2015 시즌에는 16경기에 출전하여, 5골과 3개의 어시스트를 기록하였다. 그러나 2016 시즌에는 좀처럼 기회를 받지 못하였고, 여름에 파라나 클루비로 임대를 떠났다.

### CSKA 소피아
2017년 2월 2일 불가리아 파르바리가의 CSKA 소피아와 2년 6개월 계약을 맺고 이적하였다. 4월 29일 불가리아 최대의 더비 매치인 레프스키 소피아와의 경기에서 2골을 몰아치며, 팀의 3-0 승리를 견인하였다.
2017-18 시즌 개막전 때 슬라비아 소피아를 상대로 득점을 하였다. 2주 뒤 보테프 플로프디프와의 원정 경기에서 해트트릭을 기록하였다. 카랑가는 리그 시작 후 첫 11경기에서 12골을 기록하는 기염을 토했다.